# Falsotragiscus
Falsotragiscus is een kevergeslacht uit de familie van de boktorren (Cerambycidae). De wetenschappelijke naam van het geslacht werd voor het eerst geldig gepubliceerd in 1955 door Breuning.

## Soorten
Falsotragiscus is monotypisch en omvat slechts de volgende soort:
- Falsotragiscus holdhausi (Itzinger, 1934)